# Fargo (groupe)
Pour les articles homonymes, voir Fargo.
Fargo est un groupe allemand de hard rock, originaire de Hanovre.  Il est l'un des plus anciens groupes du genre en activité en Allemagne. Il compte quatre albums sortis entre 1979 et 1982, et deux depuis sa reformation en 2016.

## Histoire
Le groupe est formé en 1973 par Peter Knorn. Le groupe fait ses premiers pas dans la formation Knorn (chant), Rainer Neubert (batterie), Rüdiger Beitsch (guitare), Gerd Bösenberg (guitare) et Klaus-Dieter Kunstmann (basse). Il y a eu plusieurs changements de line-up, au cours desquels Knorn a décidé de renoncer au chant et de jouer plutôt de la basse. La formation se stabilise en 1976, lorsque Peter Ladwig rejoint le groupe en tant que chanteur et guitariste. La même année, le guitariste Matthias Jabs, qui deviendra plus tard membre de Scorpions, rejoint également le groupe.
La première publication de Fargo sur CD a lieu en novembre 1977 avec le single Comin' Together, sorti sous le label hanovrien Lava Records. À cette époque, le groupe compte également un claviériste en la personne d'Erwin Kania, qui est toutefois remplacé peu de temps après par le guitariste Hanno Grossmann. Dans la composition de Peter Ladwig, Hanno Grossmann, Peter Knorn et Frank Tolle (batterie), le groupe obtient un contrat de disque chez Crystal, une filiale d'EMI-Electrola. En 1979, le groupe enregistre son premier album intitulé Wishing Well, produit par Klaus Hess (Jane), qui sort en mars 1979. Frank Bornemann produit le deuxième album du groupe, No Limit, qui est réalisé en 1980 dans son propre studio Horus Sound à Hanovre. Au cours de la tournée suivante, Fargo assure la première partie du groupe australien AC/DC lors des concerts à Ravensburg et à Munich en décembre, dans le cadre de leur tournée allemande pour l'album Back in Black. Le véritable groupe de première partie, Whitesnake, n'a pas pu se produire car le chanteur David Coverdale s'était cassé une jambe.
Avant l'enregistrement du troisième album du groupe, Frontpage Lover, Frank Tolle quitte le groupe pour pouvoir se consacrer plus intensément à ses études. Rudi Kaeding le remplace temporairement et c'est avec lui que le groupe enregistra l'album, toujours sous la direction de Bornemann, qui sort en 1981. Le coproducteur était Jan Nemec, qui s'est également chargé du mixage. Après une tournée en première partie de Mother's Finest, Hanno Grossmann quitte le groupe en novembre 1981. Il est remplacé par Tommy Newton de Ludwigsburg, avec qui Fargo enregistre l'album F. Après la courte tournée qui suit, au cours de laquelle le groupe se produit également au Marquee Club de Londres, le guitariste et chanteur Peter Ladwig et le batteur Frank Tolle quittent le groupe. Grâce à une recommandation du bassiste Jimmy Bain, ami de Peter Knorn, qui se trouvait à Hanovre à cette époque, Knorn découvre John Lockton, avec qui Bain jouait dans le groupe Wild Horses. Lockton remplace Ladwig, en même temps Newton avait proposé à son vieil ami Bernd Graf, qui était batteur, le poste au sein de Fargo. Graf accepte l'offre et, sur proposition de Knorn, s'appelle Bernie van der Graaf. Enfin, le batteur de Scorpions, Herman Rarebell, met en contact le groupe avec le chanteur Pedro Schemm.
Rarebell finance également l'enregistrement du prochain album du groupe et met en contact le producteur Ric Browde, qui dirige l'enregistrement mais n'est pas d'accord avec les performances vocales de Schemm. Il appelle le chanteur Charlie Huhn, qui avait jusque-là travaillé avec Ted Nugent, et qui accepte de venir en Allemagne pour enregistrer les pistes vocales. Ayant attiré l'attention sur Fargo par l'intermédiaire de Scorpions, leur manager David Krebs se chargea également de la gestion de Fargo. Après un long séjour du groupe à New York, Krebs lui obtient un contrat international chez CBS, mais pose comme condition le changement de nom du groupe.
Le dernier concert du groupe Fargo a lieu le 21 avril 1984 à Freiensteinau. Le premier album du groupe, désormais connu sous le nom de Victory, sort en 1985. Tommy Newton et Peter Knorn font partie du groupe jusqu'en 2011.
Le groupe se réunit en 2016, annonçant deux ans plus tard la sortie d'un nouvel album, Constellation, en 2018. Ils sortent ensuite Strangers D’Amour en 2021.

## Discographie

### Albums studio
- 1979 : Wishing Well
- 1980 : No Limit
- 1981 : Frontpage Lover
- 1982 : F
- 2018 : Constellation
- 2021 : Strangers D’Amour